# Stadtarchiv Rees

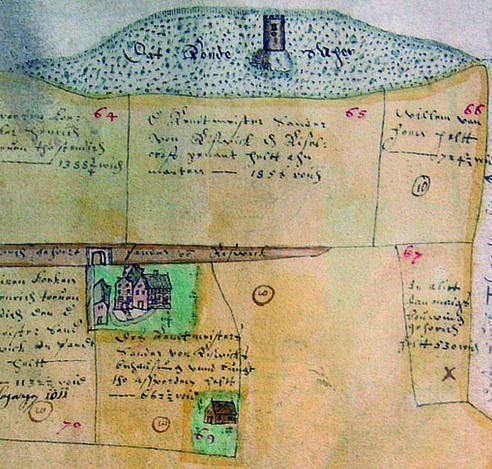
Kartenausschnitt aus einem Deichbuch von 1587 aus dem Bestand des Stadtarchivs Rees

Das Stadtarchiv Rees ist das Kommunalarchiv der Stadt Rees. Es ist das Informationszentrum der Stadt zur Geschichte von Rees und seinen Ortsteilen.

## Geschichte
Die Stadt Rees gilt als älteste Stadt am unteren Niederrhein. Bis vor dem Zweiten Weltkrieg wurden die Urkunden und Akten im Rathaus aufbewahrt. Während des Zweiten Weltkriegs wurden ab 1944 die mittelalterlichen und ein Teil der neuzeitlichen Archivbestände in ein Salzbergwerk bei Dabringhausen ausgelagert. Die verbliebenen Bestände, darunter ein Großteil der Archivalien aus dem Zeitraum ab etwa 1740, wurden durch die völlige Zerstörung des Rathauses 1945 vernichtet. Nach dem Zweiten Weltkrieg wurden die Archivalien im Keller der Reeser Grundschule und nach der Fertigstellung des neuen Rathauses im Söller des Rathauses gelagert. 1985 wurde das Archiv in das ehemalige Gesundheitsamt an der Sahlerstraße verlagert. Seit 2008 befindet sich das Archiv in einem eigens errichteten Archivbau. Die Straße zu diesem Gebäude wurde nach dem früheren Stadtarchivar Hermann Terlinden benannt, der das Archiv nach dem Zweiten Weltkrieg wieder aufgebaut hatte.

## Archivsprengel
Der Archivsprengel umfasst die Stadt Rees in ihrer heutigen Ausprägung. Dazu zählen auch die bis 1969 bzw. 1974 selbstständigen Ämter Rees-Land, Haldern und Millingen.

## Bestand
Zum Bestand des Stadtarchivs gehören etwa 550 Urkunden und etwa 600 Akten aus der Zeit von 1142 bis 1808. Der Bestand an mittelalterlichen Urkunden gilt als einer der umfangreichsten am Niederrhein. Neben diesen Urkunden der Stadt Rees und der umliegenden Ämter besitzt das Archiv auch Akten der Deichschauen Reh-Renn und Haffen bzw. des Deichverbandes Bislich-Haffen-Rees. Neben den Verwaltungsakten sammelt das Archiv auch Fotos, Totenzettel, Zeitungen und Festschriften. Die Fotosammlung umfasst inzwischen 8000 Fotografien seit 1870, die Totenzettelsammlung etwa 8500 Stück seit 1859. Dazu verfügt das Archiv über eine Präsenzbibliothek mit den Schwerpunkten Ortsgeschichte und Niederrhein.

## Öffentlichkeitsarbeit
Neben unregelmäßig stattfindenden Tagen der offenen Tür organisiert das Stadtarchiv stadtgeschichtliche Ausstellungen im städtischen Koenraad-Bosman-Museum. 